# OmU
OmU ist eine gängige Abkürzung für Originalfassung mit Untertiteln.
Fremdsprachige Filme, die nicht synchronisiert werden, erhalten üblicherweise eine Schrifteinblendung der übersetzten Redebeiträge, meist am unteren Bildrand. Das gilt auch für andere Bewegtbild-Produktionen, z. B. verwenden die Fernsehsender Arte oder SRF in ihrem deutschsprachigen Angebot regelmäßig Untertitel. 
Im Bereich der Filme bleibt eine deutschsprachige Synchronisation meist bei Werken aus, die ein ausgefallenes Genre bedienen, die hohen künstlerischen Ansprüchen genügen oder die als Bonusmaterial auf elektronischen Medien den Hauptfilm ergänzen. In diesen Fällen schätzen die Produzenten den Aufwand als unverhältnismäßig hoch ein. Auf Filmfestivals werden Filme generell in OmU-Fassung präsentiert. Bei Sprachen mit geringerem Verbreitungsgebiet findet man häufiger auch populäre Filme in Fassungen mit Untertiteln vor.
Der Vorteil der Untertitelung liegt (neben den geringeren Kosten) darin, dass man die Schauspieler im Originalton und -tonfall sprechen hört.
OmeU bezeichnet Filme mit englischen Untertiteln, OmdU bezeichnet Filme mit deutschen Untertiteln.